# Aliança Popular Unida
United People's Alliance é um partido político de Guiné-Bissau.